# 雲頂
雲頂（うんちょう）は、雲の最も高い部分のことである。

## 概要

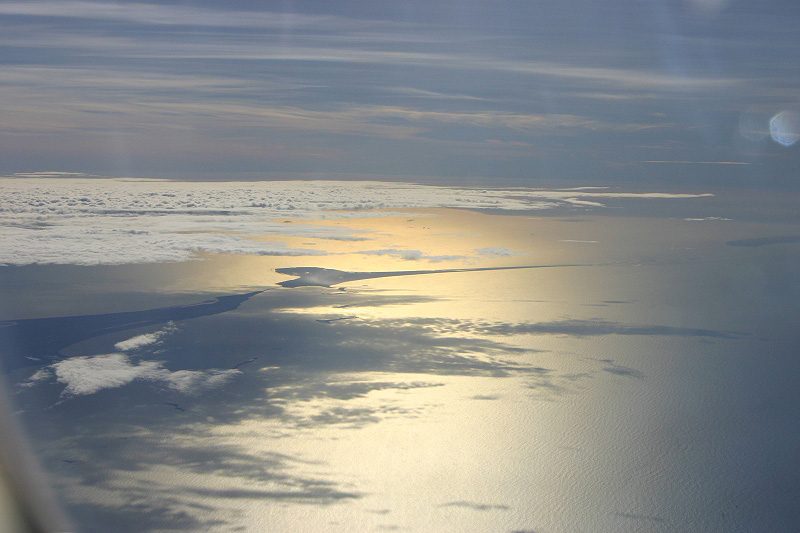
雲頂高度のやや上を飛ぶ飛行機から撮影した雲

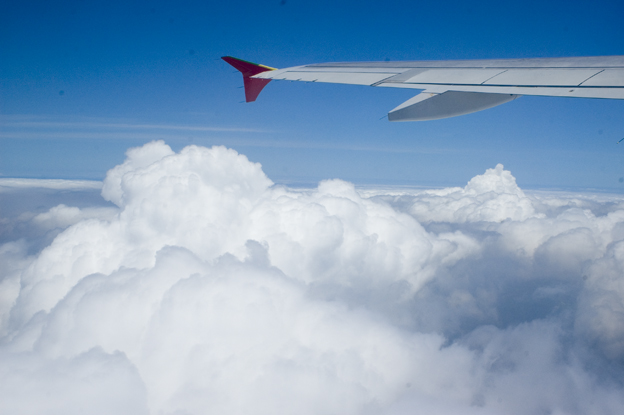
積雲のでこぼこした雲頂

雲頂は、雲本体を含んだ飽和した空気と飽和していない外の空気との境目だといえる。エマグラムでいう中立高度（浮力ゼロ高度、平衡高度, LNB）とほぼ同じ。
層状の（横に広がる）雲は、湿度が高いと雲頂が低くなる傾向にある（雲底も同じ）。一方、積雲状の（縦に広がる）雲は、大気の不安定度が高いほど雲頂が高くなる傾向にある。
雲頂は海抜0mからの高度（m、ft）か、気圧(hPa)で表現する。地上からはレーダーで測定する。目視では、真上の雲は観測できないうえ、雲量が多いと観測が難しくなる。このため、上空から観測するのが一般的である。飛行機、観測気球、気象衛星から、赤外線や電波などを用いて観測する。このデータは高層気象観測を補う情報として、気象予報にも用いられる。
雲の種類によって、雲頂の傾向には違いがある。積雲や積乱雲は雲頂の上昇が非常に早い。層積雲、高積雲、乱層雲、層雲、巻雲は丸みのある形や、そのほかいろいろな形をしている。高層雲、巻積雲、巻層雲は平らで地面と平行な雲頂をしていることが多い。ただ、層雲や層積雲なども、雲海のように平らなことがある。
気象庁によると、雲頂温度は「厳密には雲頂の等価黒体温度」のことである。